# Pierre de Marca

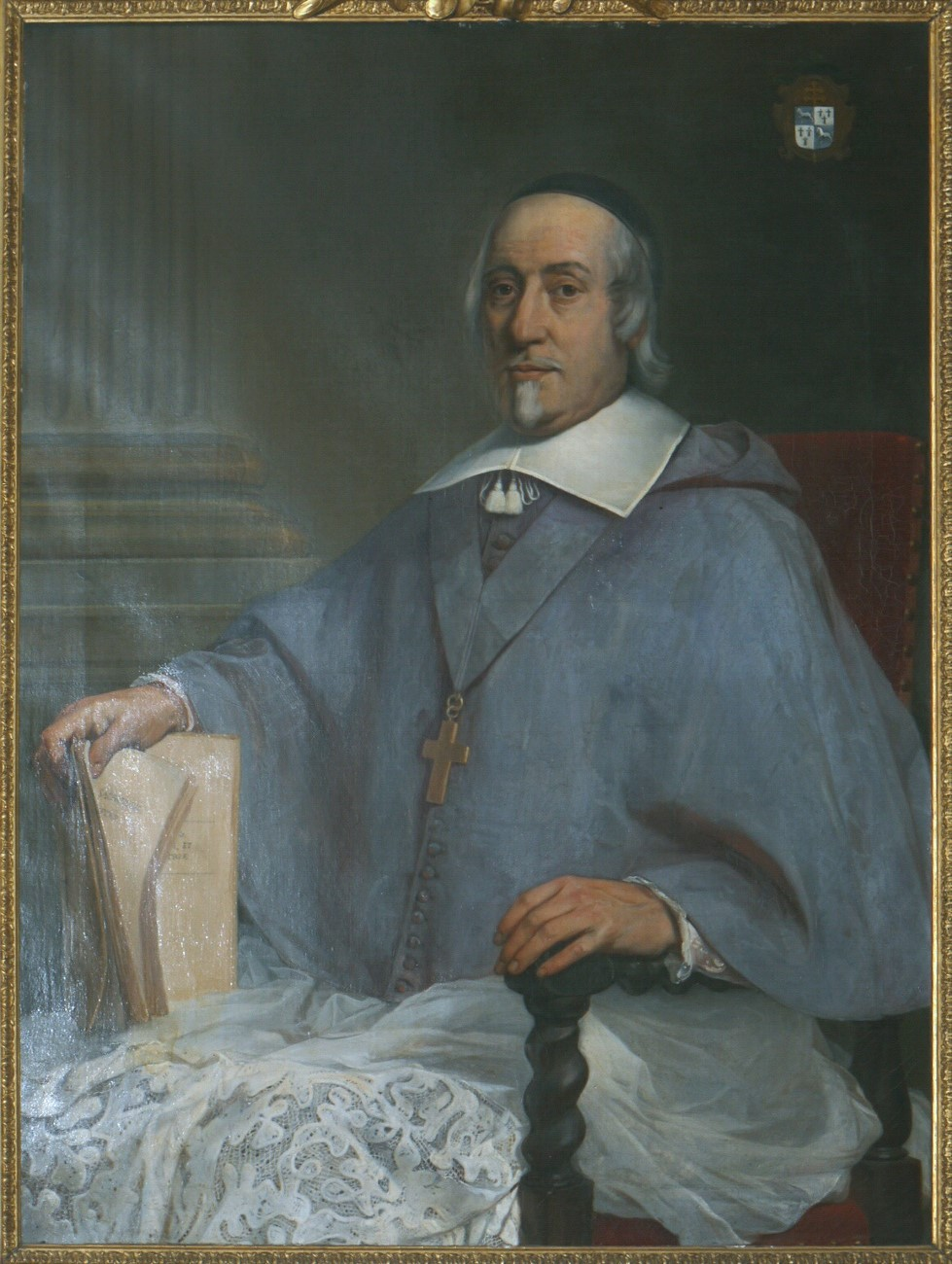
Pierre de Marca.

Pierre de Marca (latin Petrus de Marca), född den 24 januari 1594 i Gan i Béarn, död den 29 juni 1662, var en fransk prelat och historiker.
de Marca studerade juridik i Toulouse, blev 1621 president i parlamentet i Pau och kallades 1639 till medlem av conseil d'état i Paris. Då han i striden om den franska kyrkans förhållande till den påvliga kurian med talang hävdade den nationella kyrkans oberoende, kom han högt i gunst hos Ludvig XIII, lät efter sin hustrus död prästviga sig och utnämndes 1641 till biskop av Couserans. Den påvliga bekräftelsen lät vänta på sig. Men då de Marca 1647 låg svårt sjuk i Barcelona, lät han i halvt medvetslöst tillstånd förmå sig att underskriva ett återkallande av sin mening om den gallikanska kyrkans frihet. Den påvliga konfirmationen erhölls, och de Marca blev ärkebiskop i Toulouse. Ludvig XIV utnämnde honom 1662 till ärkebiskop av Paris. Av de Marcas många skrifter är den 1641 delvis utkomna stora avhandlingen De concordia sacerdotii et imperii et cetera (fullständigt utgiven av Baluze, 1663) den främsta. Även en latinsk beskrivning över Katalonien, Marca hispanica et cetera (tryckt 1688), och en fransk, Histoire de Béarn (1640), förtjänar att nämnas.